# Cypris

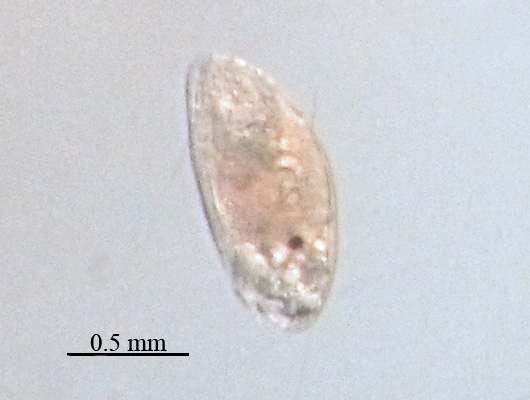
Larva cypris di un Balanus improvisus.

La cypris è il secondo e ultimo degli stadi larvali prima dell'adulto nei crostacei Cirripedia e Facetotecta, segue lo stadio di nauplio.

## Descrizione
L'aspetto della larva cypris è abbastanza simile a quella di un ostracode (dai quali è però ben distinguibili per i caratteri delle appendici), tanto che prende il nome dal genere di ostracodi Cypris. La larva cypris ha carapace bivalve di forma ovale. Sono presenti due occhi composti, spesso ben visibili, situati all'incirca a un terzo del corpo (l'occhio naupliare mediano è talvolta presente). Sei paia di arti toracici e una furca caudale sono visibili all'esterno del carapace bivalve. L'unico paio di appendici cefaliche che fuoriescono dal carapace sono le antennule, che portano all'estremità dei dischi adesivi appiattiti. Le dimensioni variano da 0,4 a 1,2 mm.
Nei Facetotecta le cypris non hanno un carapace bivalve ma uno scudo cefalico che non copre completamente il corpo. Inoltre gli occhi composti, assieme all'occhio naupliare, sono già visibili nello stadio di metanauplio.

## Biologia e sviluppo
La larva cypris smette di alimentarsi e nuota attivamente. Difatti, le cypris non hanno un tratto digestivo sviluppato e la bocca è spesso chiusa, senza comunicazione verso lo stomaco. Vive quindi delle riserve accumulate durante lo stadio nauplius sotto forma di lipidi. Le riserve d'energia accumulate dalla cypris può permetterle di sopravvivere con questo stile di vita fino a 13 giorni senza alimentarsi durante i quali cerca uno substrato sul quale fissarsi.
Nei Rhizocephala e negli Acrothoracica vi sono cypris maschili e femminili.
Negli Scalpelliformes e in alcune specie parassite dei superordini Acrothoracica e Rhizocephala lo stadio di nauplio avviene all'interno dell'uovo da cui si schiude direttamente una cypris.
Lo stadio cypris dei cirripedi si sviluppa all'interno del metanauplio da cui viene liberato con una muta e dura due settimane durante il quale esplora il fondale alla ricerca di una superficie sulla quale fissarsi grazie alle antennule che secernono una sostanza glicoproteica adesiva. Le specie gregarie hanno tendenza a fissarsi al substrato in gruppi. Le specie parassite si fissano una volta incontrato un ospite adatto. Le presenza frequente di larve cypris è indicativa di acque scarsamente contaminate.
Una volta fissata al substrato la larva cypris dei ciripedi inizia il processo di metamorfosi che produce un giovanile sessile simile all'adulto.